# Divlja kokoš
Divlja kokoš (lat. Gallus gallus) iz reda kokoški je izvorni predak odomaćene domaće kokoši (Gallus gallus domesticus), koja je prvi put uzgojena u zatočeništvu prije najmanje 5.000 godina. To je ptica tropskih područja, pripada porodici fazanki i godišnje ima leglo od oko 20 jaja.
Divlja kokoš živi još u Indiji i Indoneziji, ima više podvrsta, a gotovo svako područje ima svoju varijantu. Ovo je izbor nekih:
- Burmanska divlja kokoš (G. g. gallus)
- Javanska divlja kokoš (G. g. bankiva)
- Tonkinška divlja kokoš (G. g. jabouillei)
- Indijska divlja kokoš (G. g. murghi)
- Burmanska divlja kokoš (G. g. spadiceus)

Smatra se gotovo izvjesnim, da je domaća kokoš uzgojena od podvrste burmanske divlje kokoši (Gallus gallus gallus).
Mužjaci i ženke ove vrste pokazuju vrlo izražen spolni dimorfizam. Mužjaci su puno krupniji, imaju velike crvene kreste i braduše (kožne izrasline) na glavi, dugo i široko zlatno i brončano perje koje oblikuje "šal" ili "kep" od vrata preko leđa do donjeg dijela leđa. Rep je oblikovan od dugog, bogatog perja koje izgleda crno, no pod određenim svjetlom prelijeva se plavo, purpurno i zeleno. Perje ženki je tipično za ovu porodicu obojeno neupadljivo i prilagođeno okolici jer sama sjedi na jajima, brine i vodi piliće. Također, nema bradušu ni krestu ili, iznimno, vrlo malu. 
U vrijeme parenja mužjaci objavljuju svoju prisutnost kukurikanjem koje služi izbjegavanju susreta potencijalnih konkurenata koji bi rezultirali sukobom. Glasanje ovih ptica je, pored toga, kompleksno strukturirano i javljaju se različitim glasovnim upozorenjima kad javljaju opasnost od predatora iz zraka ili od onih na tlu, na koja druge ptice trenutno reagiraju.
Let ovim pticama služi uglavnom tome da u sumrak dolete na granu drveta ili nekog drugog mjesta gdje su relativno sigurne od predatora s tla, kao i za bijeg od neposredne opasnosti tijekom dana.

## Vanjske poveznice
- Divlja kokoš (njemački)

|  | Zajednički poslužitelj ima stranicu o temi Divlja kokoš |
|  | Wikivrste imaju podatke o taksonu Divljoj kokoši        |